# Auta (franšíza)
Auta je animovaná mediální franšíza společnosti Disney, kterou vytvořil John Lasseter. Jedná se o svět, kde se nachází antropomorfní vozidla. Franšíza započala roku 2006 filmem Auta od studia Pixar a vydaného společností Walt Disney Pictures. V roce 2011 se na filmových plátnech objevil jeho sequel Auta 2 a v roce 2017 Auta 3. Studio DisneyToon Studios zas produkuje spin-offy Letadla a Letadla 2: Hasiči a záchranáři.
První dva filmy režíroval John Lasseter, přičemž Auta 3 režíroval Brian Fee. Lasseter se stal výkonným producentem filmů Auta 3 a Letadla. Auta a Auta 2 vydělaly dohromady přes 1 miliardu dolarů a prodej zboží přes 10 miliard dolarů.

## Historie
Franšíza započala v roce 2006 stejnojmenným filmem Auta. Film obdržel pozitivní recenze, na Rotten Tomatoes 74%. Druhý díl ale jenom 39%. Auta 3 obdržela 68% a oproti druhému dílu se v mnohém zlepšila.
Filmový kraťas Burák a Bludička byl vydán na extra DVD filmu Auta 7. listopadu 2006. Televizní série kraťasů s názvem Autogrotesky byla produkovaná a distribuovaná Disney Channelem. Do roku 2011, kdy byl vydán film Auta 2, vydělalo zboží o Autech až 10 miliard dolarů.
V roce 2007 byla otevřena atrakce Cars Four Wheels Rally v Disneyland Paris.
V létě 2012 byla otevřena 12akrová zábavní oblast Cars Land v Disney California Adventure. 8. října 2015 byla společností Disney a Pixar oznámena Auta 3, která měla premiéru 23. května 2017.

## Filmová série

### Auta(2006)
Auta jsou sedmým filmem studia Pixar. Příběh je o závodním nováčkovi Blesku MacQueenovi (Owen Wilson), který se ztratí na cestě do Kalifornie, aby se zúčastnil celosvětové známé a prestižní soutěže Zlatý píst. Skončí v malém městě zvaném Kardánová Lhota, které leží na silnici Route 66. Na město se však zapomnělo, protože doprava byla odkloněna na nově postavenou Interstate 40. Blesk omylem kousek silnice Route 66 zničí a musí ji opravit. Časem se ve městě spřátelí s Burákem (Larry the Cable Guy) a zamiluje se do Sally Carrery (Bonnie Hunt).
Poté, co Blesk McQueen opraví silnici, ho Dr. Hudson (Paul Newman) už nechce mít déle ve městě. Zavolá tedy tým, aby Bleska odvezli do Los Angeles. Netrvá však dlouho a Dr. Hudson si uvědomí, že mu v Kardanové Lhotě doopravdy pomohl. Stane se tak jeho trenérem a ostatní občané města členy jeho týmu.
McQueen je skoro u cíle a na dosah vítěz. Závodník Chick Hicks (Michael Keaton) však schválně narazí do Kinga (Richard Petty) a ten těžce havaruje. Blesk mu pomůže do cíle, ale tím projede Chick Hicks.
Navzdory prohře je mu od Dinoca nabídnuto místo, ale Blesk ho odmítne a bude dál jezdit pro Rusty Rust-eze. Burákovi je splněno přání a proletí se v helikoptéře Dinoca. McQueen zůstane nakonec v Kardanové Lhotě a pomůže ji navrátit zpět na mapu.

### Auta 2(2011)
Auta 2 jsou dvanáctým filmem studia Pixar. Příběh je o Blesku MacQueenovi, který se účastni první světové závodní soutěže Grand Prix. Ta je rozdělena do tří částí, které se jedou v Japonsku, Itálii a Anglii. Jeho rivalem je italská formule jedna Francesco Bernoulli (John Turturro). Mezitím je v Japonsku Burák zaměněn za amerického špiona a spřátelí se tak s britským tajným agentem Finnem McMissilehym (Michael Caine) a zamiluje se do asistentky Holley Shiftwellové (Emily Mortimer).
Spolu odhalí spiknutí vedené profesorem Zündappem (Thomas Kretschmann). Jeho cílem je překazit všechny závody. Když se závod přesouvá do Anglie, tak si Burák uvědomí, že vůdcem spiknutí je Miles Axlrerod (Eddie Izzard). Ten se chtěl pomstít všem automobilům, které jezdí na benzín, jelikož on sám patří mezi tzv. šunky "historicky nejhorší auta".
Burák porazil padouchy, a tak je královnou Spojeného království (Vanessa Redgrave) pasován na rytíře. Nový závod se nakonec jede v Kardanové Lhotě. Burákovi je nabídnuta od McMissilese a Shiftwellové další mise, avšak ten ji odmítne a rozhodne se zůstat. Nicméně je přemluví, aby si nechal raketové motory, a agenti mezitím odlétají v britském špionážním letadle (Jason Isaacs).

### Auta 3(2017)
Cars 3 jsou osmnáctým filmem studia Pixar. Příběh se zaměřuje na Bleska McQueena (Owen Wilson), který se musí potýkat s auty budoucnosti, která se zapojují do závodů. Jackson Storm (Armie Hammer) je arogantní high tech automobil příští generace. I přesto, že se Bleska každý ptá, zda neodejde do důchodu, se Blesk snaží udržet krok s novými závodníky. V posledním závodu sezóny však strašlivě havaruje.
O čtyři měsíce později se Blesk vydává do nového tréninkového centra Rusteze Racing Center, které vede Sterling (Nathan Fillion). Sterling mu přidělí trenérku Cruz Ramirezovou (Cristela Alonzo), která ho má připravit na nový simulátor, avšak Blesk ho omylem zničí. Její netradiční metody však McQueenovi nevyhovují, a tak ji vytáhne na pláž či demoliční derby. Cruz se rozpovídá, že od mala chtěla být závodnicí, ale nikdy nenalezla odvahu tak učinit. V Thomasville se oba setkávají s kapitánem Hadsonova týmu Smokeym (Chris Cooper), který pomáhá Bleskovi s tréninkem. Jeho tréninkové metody mimo jiné inspirují i Cruz.
Na Florida 500 začíná Blesk opět závodit, avšak si vzpomene na Cruz a její sen, a tak si s ní závodní místo vymění. S využitím toho, co se Cruz naučila na silnici, se postupně přibližuje ke Stormovi. Závod vyhraje a začne jezdit pro Dinoco, které vlastní Tex. Ten mimo jiné odkoupil Rusteze. Pod novou značkou Dinoco-Rusteze se Cruz stává závodnicí s číslem #51 a McQueen zas začne závodit s novou barvou na památku Fabulouse Hudsona Horneta a pomáhá ji s tréninkem.

### Budoucnost
Bylo několikrát prohlášeno, že se o Autech 4 mnohokrát diskutovalo a promýšlel se jejich příběh, avšak zatím nebyly oficiálně oznámeny a není jasné ani jejich datum vydání.

## Televizní série

### Autogrotesky
Autogrotesky či Cars Toon: Burákovy povídačky je animovaná televizní série kraťasů filmu Auta, které uvádí Burák a Blesk McQueen. První tři kraťasy měly premiéru v roce 2008 na Toon Disney. Seriál byla vydána na DVD a Blu-ray nebo jako divadelní kraťas. Dohromady bylo vyrobeno 11 dílů, přičemž ten poslední s názvem Time Travel Mater byl vydán v roce 2012.
Burák vypráví příběhy z jeho minulosti. Když ale Blesk pochybuje, zda se vůbec udály, tak Burák tvrdí, že tam s ním byl taky a dokončuje je s jeho účastí.

### Autogrotesky: Povídačky z Kardanové lhoty
Autogrotesky: Povídačky z Kardanové lhoty je animovaná televizní série kraťasů filmu. První tři dvouminutové díly "Hiccups", "Bugged" a "Spinning" měly premiéru 22. března 2013 na stanici Disney Channel a od 24. března 2013 byly dostupné online. Čtvrtý kraťas s názvem "Historická pětistovka" měl premiéru v srpnu 2014 na Disney Movies Anywhere. Na Disney Channelu měl premiéru 1. srpna 2014.

## Krátké filmy

### Burák a Bludička
Burák a Bludička je kraťas z roku 2006, jež byl vydán 25. října 2006 na DVD spolu s filmem Auta. Kraťas pojednává o Burákovi, kterého pronásleduje bludička.

### Letadla: Vitamočka - Letecká show
Letadla: Vitamočka - Letecká show byl vydán na DVD a Blu-ray spolu s filmem Letadla 2: Hasiči a záchranáři. Režie se ujal Dan Abraham a výkonným producentem byl John Lasseter. V kraťasu se Prášek Skočdopole a Chug snaží nahradit akrobatické duo, které nedorazilo na show.

### Autoškola soudružky Bučitelky
Autoškola soudružky Bučitelky je animovaný kraťas z roku 2017, který byl vydán na Blu-ray, Blu-ray 4K, Ultra HD a DVD spolu s filmem Auta. Ve Spojených státech byl vydán 7. listopadu 2017.

## Spin-offy
Sesterská společnost Pixaru, DisneyToon Studios, vydala v roce 2013 nový film s názvem Letadla. Jedná se o spin-off, který je zasazen ve stejném světě jako Auta, přičemž hlavní postavy nejsou auta nýbrž letadla. V roce 2014 byl vydán druhý díl s názvem Letadla 2: Hasiči a záchranáři. Mimo připravovaný třetí film plánuje studio také filmy o lodích, vlacích a dalších vozidlech.

### Letadla(2013)
Letadla jsou animovaným spin-offem Aut od studia DisneyToon Studios. Jedná se o první díl trilogie, ve které jsou hlavní charaktery letadla a ne auta. Film byl vydán 9. srpna 2013 společností Walt Disney Pictures. Režie se ujal Klay Hall a výkonné produkce John Lasseter. Ve filmu se malé práškovací letadlo Prášek Skočdopole účastní světového leteckého závod a plní si tak dlouholetý sen.

### Letadla 2: Hasiči a záchranáři(2014)
Letadla 2: Hasiči a záchranáři jsou druhým dílem trilogie a byla vydána 18. července 2014. Film produkovalo DisneyToon Studios. Režie se ujal Bobs Gannaway, spoluzakladatel Jakea a pirátů ze Země Nezemě a Mickeyho klubíku a spolu režisér Mickey Mouse Works a Zvonilky: Tajemství křídel. Výkonným producentem byl opět John Lasseter. Ve filmu je Prášek světoznámým leteckým závodníkem, ale musí se smířit s tím, že kvůli problému s motorem nebude už nikdy závodit. Po vypuknutí požáru se Prášek rozhodne stát hasičem v Piston Peak Air Attack.

## Přijetí

### Tržby
| Film                           | Tržby (USD)     | Tržby (USD)   | Tržby (USD)   | Rozpočet (USD) | Zdroj  |
| Film                           | Severní Amerika | Ostatní státy | Celosvětově   | Rozpočet (USD) | Zdroj  |
| ------------------------------ | --------------- | ------------- | ------------- | -------------- | ------ |
| Auta                           | 244 082 982     | 218 133 298   | 462 216 280   | 120 milionů    | [ 24 ] |
| Auta 2                         | 191 452 396     | 370 658 161   | 562 110 557   | 200 milionů    | [ 25 ] |
| Auta 3                         | 152 901 115     | 230 702 935   | 383 604 050   | 175 milionů    | [ 26 ] |
| Auta                           | 588 436 493     | 819 494 394   | 1 407 930 887 | 495 milionů    | [ 27 ] |
| Letadla                        | 90 256 456      | 148 970 000   | 239 258 712   | 50 milionů     | [ 28 ] |
| Letadla 2: Hasiči a záchranáři | 59 165 787      | 92 220 853    | 151 386 640   | 50 milionů     | [ 29 ] |
| Letadla                        | 149 422 243     | 241 190 853   | 390 645 352   | 100 milionů    |        |
| Celkem                         | 787 376 631     | 990 307 950   | 1 724 169 837 | 595 milionů    |        |

### Kritika
Auta
| Filmy  | Rotten Tomatoes   | Metacritic      | CinemaScore |
| ------ | ----------------- | --------------- | ----------- |
| Auta   | 74% (197 recenzí) | 73 (39 recenzí) | A           |
| Auta 2 | 39% (206 recenzí) | 57 (38 recenzí) | A–          |
| Auta 3 | 68% (182 recenzí) | 59 (41 recenzí) | A           |
| Průměr | 60%               | 63              | A           |

Letadla
| Filmy                          | Rotten Tomatoes   | Metacritic      | CinemaScore |
| ------------------------------ | ----------------- | --------------- | ----------- |
| Letadla                        | 25% (115 recenzí) | 39 (32 recenzí) | A–          |
| Letadla 2: Hasiči a záchranáři | 44% (89 recenzí)  | 48(29 recenzí)  | A           |
| Průměr                         | 35%               | 44              | A–          |

## Štáb
| Film                           | Režie                                 | Produkce                                 | Výkonná produkce                                                   | Scénář | Hudba            | Střih           |
| Hlavní série                   | Hlavní série                          | Hlavní série                             | Hlavní série                                                       | Hlavní série | Hlavní série     | Hlavní série    |
| ------------------------------ | ------------------------------------- | ---------------------------------------- | ------------------------------------------------------------------ | --- | ---------------- | --------------- |
| Auta                           | John Lasseter spolurežisér Joe Ranft  | Darla K. Anderson                        |                                                                    | scénář: Dan Fogelman, John Lasseter, Joe Ranft, Kiel Murray, Phil Lorin a Jorgen Klubien příběh: John Lasseter, Joe Ranft a Jorgen Klubien | Randy Newman     | Ken Schretzmann |
| Auta 2                         | John Lasseter spolurežisér Brad Lewis | Denise Ream                              | scénář: Ben Queen příběh: John Lasseter, Brad Lewis a Dan Fogelman | Michael Giacchino | Stephen Schaffer |                 |
| Auta 3                         | Brian Fee                             | Kevin Reher spoluproducent Andrea Warren | John Lasseter                                                      | scénář: Kiel Murray, Bob Peterson a Mike Rich příběh: Brian Fee, Ben Queen, Eyal Podell a Jonathon E. Stewart                              | Randy Newman     | Jason Hudak     |
| Spin-offy                      |                                       |                                          |                                                                    | |                  |                 |
| Letadla                        | Klay Hall                             | Traci Balthazor-Flynn                    | John Lasseter                                                      | scénář: Jeffrey M. Howard příběh: John Lasseter, Klay Hall a Jeffrey M. Howard                                                             | Mark Mancina     | Jeremy Milton   |
| Letadla 2: Hasiči a záchranáři | Bobs Gannaway                         | Ferrell Barron                           | John Lasseter                                                      | Bobs Gannaway a Jeffrey M. Howard | Mark Mancina     | Jeremy Milton   |